# زاحفات بحيرة كومو
زاحفات بحيرة كومو (الاسم العلمي:†Lariosaurinae) هي أسرة منقرضة من الزواحف تتبع فصيلة النوتوصورات من  العظائيات الزعنفية.

## أجناس زاحفات بحيرة كومو
- زاحفة بحيرة لوغانو
- زاحفة بحيرة كومو
- زاحفة سلفستر الأول